# الحكومة الإماراتية (2020)
حكومة دولة الإمارات العربية المتحدة (2020) هي الحكومة الرابعة عشر في تاريخ دولة الإمارات منذ قيام الاتحاد عام 1971، والثامنة التي شكلها الشيخ محمد بن راشد آل مكتوم بعد اعتماد الشيخ خليفة رئيس الدولة.

## الرؤية والأهداف
شمل التشكيل الوزاري الجديد إلغاء 50% من مراكز الخدمة الحكومية وتحويلها لمنصات رقمية خلال عامين، ودمج نحو 50% من الهيئات الاتحادية مع بعضها أو ضمن وزارات، بالإضافة إلى استحداث مناصب وزراء دولة جدد، وخلق مناصب رؤساء تنفيذيين في قطاعات تخصصية، بالإضافة إلى:
- إنشاء وزارة للصناعة والتكنولوجيا المتقدمة تعمل على تطوير القطاع الصناعي بالدولة.
- دمج وزارة الطاقة مع وزارة البنية التحتية لتصبح وزارة الطاقة والبنية التحتية.
- تعيين 3 وزراء ضمن وزارة الاقتصاد.
- دمج المجلس الوطني للإعلام والمؤسسة الاتحادية للشباب مع وزارة الثقافة لتكون وزارة الثقافة والشباب.
- استحداث منصب وزير دولة للاقتصاد الرقمي والذكاء الاصطناعي وتطبيقات العمل عن بعد

## أعضاء مجلس الوزراء
1. محمد بن راشد آل مكتوم، نائب رئيس الدولة رئيس مجلس الوزراء وزير الدفاع
2. سيف بن زايد آل نهيان، نائب رئيس مجلس الوزراء ووزير الداخلية
3. منصور بن زايد آل نهيان، نائب رئيس مجلس الوزراء ووزير شؤون الرئاسة
4. حمدان بن راشد آل مكتوم، عضو مجلس الوزراء وزير المالية
5. عبد الله بن زايد آل نهيان، عضو مجلس الوزراء وزير الخارجية والتعاون الدولي
6. نهيان بن مبارك آل نهيان، عضو مجلس الوزراء وزير التسامح والتعايش
7. محمد بن عبد الله القرقاوي، عضو مجلس الوزراء وزير شؤون مجلس الوزراء
8. أحمد بن جمعة الزعابي، وزير شؤون المجلس الأعلى للاتحاد
9. عبد الرحمن بن محمد العويس، عضو مجلس الوزراء وزير الصحة ووقاية المجتمع ووزير دولة لشؤون المجلس الوطني الاتحادي
10. أنور بن محمد قرقاش، عضو مجلس الوزراء وزير الدولة للشؤون الخارجية
11. عبيد بن حميد الطاير، وزير الدولة للشؤون المالية
12. ريم بنت إبراهيم الهاشمي، عضو مجلس الوزراء وزيرة دولة لشؤون التعاون الدولي
13. سهيل بن محمد المزروعي، عضو مجلس الوزراء وزير الطاقة والبنية التحتية
14. عبد الله بلحيف النعيمي، وزير التغير المناخي والبيئة
15. سلطان بن أحمد الجابر، عضو مجلس الوزراء وزير الصناعة والتكنولوجيا المتقدمة
16. سلطان بن سعيد البادي، عضو مجلس الوزراء وزير العدل
17. حسين بن إبراهيم الحمادي، عضو مجلس الوزراء وزير التربية والتعليم
18. محمد بن أحمد البواردي، وزير الدولة لشؤون الدفاع
19. نورة بنت محمد الكعبي، عضو مجلس الوزراء وزيرة الثقافة والشباب
20. جميلة بنت سالم المهيري، عضو مجلس الوزراء وزيرة دولة لشؤون التعليم العام
21. ناصر بن ثاني الهاملي، عضو مجلس الوزراء وزير الموارد البشرية والتوطين
22. حصة بنت عيسى بوحميد، عضو مجلس الوزراء وزيرة تنمية المجتمع
23. عبد الله بن طوق المري، عضو مجلس الوزراء وزير الاقتصاد
24. ميثاء بنت سالم الشامسي، وزيرة دولة
25. أحمد بالهول الفلاسي، وزير دولة لريادة الاعمال والمشاريع الصغيرة والمتوسطة
26. ثاني بن أحمد الزيودي، وزير دولة للتجارة الخارجية
27. عهود بنت خلفان الرومي، وزيرة دولة للتطوير الحكومي والمستقبل
28. شما بنت سهيل المزروعي، وزيرة دولة لشؤون الشباب
29. زكي أنور نسيبة، وزير دولة
30. مريم بنت محمد المهيري، وزيرة دولة للأمن الغذائي والمائي
31. سارة بنت يوسف الأميري، وزيرة دولة للتكنولوجيا المتقدمة
32. عمر بن سلطان العلماء، وزير دولة للذكاء الاصطناعي والاقتصاد الرقمي وتطبيقات العمل عن بعد
33. أحمد بن علي الصايغ، وزير دولة